# Indische Badmintonmeisterschaft 2024/25
Die Indische Badmintonmeisterschaft der Saison 2024/2025 fand vom 20. bis zum 24. Dezember 2024 in Bengaluru statt. Es war die 86. Austragung der nationalen Titelkämpfe im Badminton in Indien.

## Medaillengewinner
| Veranstaltung | Gold                                     | Silber                              | Bronze                       |
| ------------- | ---------------------------------------- | ----------------------------------- | ---------------------------- |
| Herreneinzel  | Raghu Mariswamy                          | Mithun Manjunath                    | Rounak Chouhan               |
| Herreneinzel  | Raghu Mariswamy                          | Mithun Manjunath                    | Sathish Kumar Karunakaran    |
| Dameneinzel   | Devika Sihag                             | Shriyanshi Valishetty               | Adarshini Shri N. B.         |
| Dameneinzel   | Devika Sihag                             | Shriyanshi Valishetty               | Tasnim Mir                   |
| Herrendoppel  | Arsh Mohammad Sanskar Saraswat           | Pavithra Naveen Lokesh Viswanathan  | Suraj Goala Dhruv Rawat      |
| Herrendoppel  | Arsh Mohammad Sanskar Saraswat           | Pavithra Naveen Lokesh Viswanathan  | Ashith Surya Vaibhaav        |
| Damendoppel   | Arathi Sara Sunil Varshini Viswanath Sri | Priya Devi Konjengbam Shruti Mishra | Aparna Balan Simran Singhi   |
| Damendoppel   | Arathi Sara Sunil Varshini Viswanath Sri | Priya Devi Konjengbam Shruti Mishra | Shikha Gautam Ashwini Bhat   |
| Mixed         | Ayush Agarwal Shruti Mishra              | Rohan Kapoor Ruthvika Shivani       | Deep Rambhiya Akshaya Warang |
| Mixed         | Ayush Agarwal Shruti Mishra              | Rohan Kapoor Ruthvika Shivani       | Shivam Sharma Poorvisha Ram  |